# Joseph Nechvatal

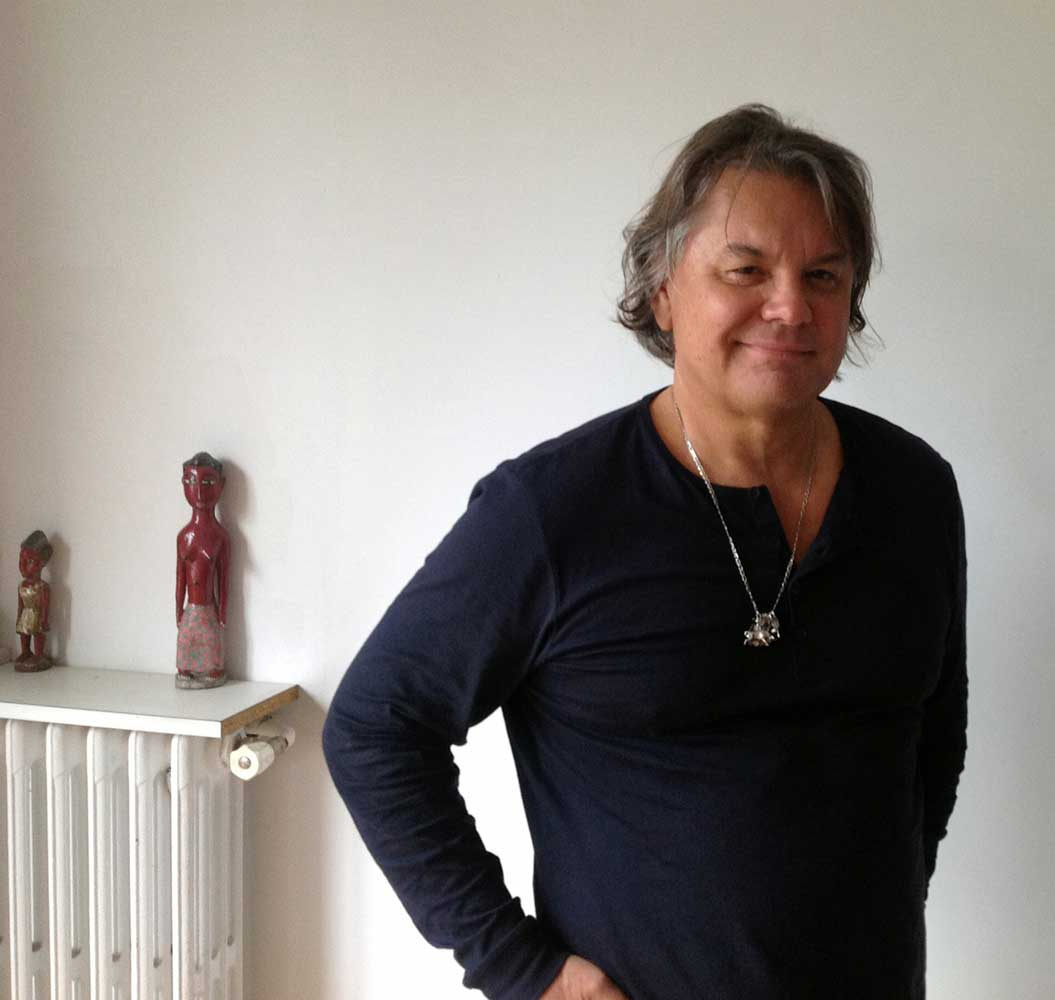
Joseph Nechvatal (2015)

Joseph Nechvatal (* 1951 in Chicago, Illinois) ist ein US-amerikanischer Konzeptkünstler.

## Leben und Werk
Nechvatal studierte ab 1974 Kunstgeschichte und Kunst an der Southern Illinois University Carbondale, von 1974 bis 1975 an der Cornell University und von 1977 bis 1978 an der Columbia University.
1985 und 1986 wurde Joseph Nechvatal mit dem National Endowment for the Arts ausgezeichnet. Er arbeitet seit 1986 im Bereich der computergesteuerten Malerei und Klangkunst auf der Schnittstelle von traditionellen und Neuen Medien.
Seine Dissertation hatte den Titel: A Study of the Affinity Between Artistic Ideologies Based in Virtual Reality and Previous Immersive Idioms.

„Nechvatal tauscht, ähnlich wie der Telekopierer, materielle Wirklichkeit gegen Zeit. Er beginnt mit Originalzeichnungen (Punkte aus Staub und Kohle), die wieder Reproduktionen von Reproduktionen sind. Dann fotografiert er die Zeichnungen (Serien von Punkten und Licht) und gibt sie schließlich einem Computer ein, der sie mit Hilfe eines Robotarmes ausführt (Punkte und Elektronik).“

Nechvatal ist Hochschullehrer an der School of Visual Arts und dem Stevens Institute of Technology.